# Mietoisviken
Mietoisviken (finska: Mietoistenlahti) är en havsvik i Mietois i Virmo kommun i Finland cirka 30 km norr om Åbo. Mietoisviken är den innersta delen av fjärden Mynälahti. Ån Laajoki utmynnar i vikens innersta del och Mynäjoki 4 km längre söderut vid halvön Kuustonmaa.
Mietoisviken blev 1998 en del av Natura 2000-nätverket som ett specialskyddsområde för fåglar. Forststyrelsen som förvaltar området beskriver det som ett av Finlands mest värdefulla fågelvatten och en utmärkt plats för fågelskådning. Här finns fågeltorn och naturstigar.